# Polisacárido
Los polisacáridos son macromoléculas formadas por la unión de una gran cantidad de monosacáridos. Se encuentran entre los glúcidos, y cumplen funciones diversas, sobre todo de reservas energéticas y estructurales.
Los polisacáridos son polímeros cuyos constituyentes (sus monómeros) son monosacáridos, los cuales se unen repetitivamente mediante enlaces glucosídicos. Estos compuestos llegan a tener un peso molecular muy elevado, que depende del número de residuos o unidades de monosacáridos que participen en su estructura. Este número es casi siempre indeterminado, variable dentro de unos márgenes, a diferencia de lo que ocurre con biopolímeros informativos, como el ADN o los polipéptidos de las proteínas, que tienen en su cadena un número fijo de piezas, además de una secuencia específica.
Los polisacáridos pueden descomponerse, por hidrólisis de los enlaces glucosídicos entre residuos, en polisacáridos más pequeños, así como en disacáridos o monosacáridos. Su digestión dentro de las 
células, o en las cavidades digestivas, consiste en una hidrólisis catalizada por enzimas digestivas (hidrolasas) llamadas genéricamente glucosidasas, que son específicas para determinados polisacáridos y, sobre todo, para determinados tipos de enlace glucosídico. Así, por ejemplo, las enzimas que hidrolizan el almidón, cuyos enlaces son del tipo llamado α(1→4), no pueden descomponer la celulosa, cuyos enlaces son de tipo β(1→4), aunque en los dos casos el monosacárido sea el mismo. Las glucosidasas que digieren los polisacáridos, que pueden llamarse polisacarasas, rompen en general uno de cada dos enlaces, liberando así disacáridos y dejando que otras enzimas completen luego el trabajo.
En la formación de cada enlace glucosídico «sobra» una molécula de agua, ya que estos se forman por reacciones de condensación a partir de la unión de monosacáridos por enlaces del tipo covalente. Asimismo, en su ruptura por hidrólisis se agrega una molécula de agua para dividirlo en múltiples monosacáridos, por lo que en una cadena hecha de n monosacáridos, habrá n-1 enlaces glucosídicos. Partiendo de que la fórmula general, no sin excepciones, de los monosacáridos es
CxH2xOx
se deduce fácilmente que los polisacáridos responderán casi siempre a la fórmula general:
Cx(H2O)x–1
Los polisacáridos suelen ser bastante heterogéneos, ya que contienen ligeras modificaciones de la unidad de repetición. En función de su estructura, estas macromoléculas pueden tener propiedades distintas de las de sus componentes monosacáridos. Pueden ser amorfas o incluso insolubles en agua.

Cuando todos los monosacáridos de un polisacárido son del mismo tipo, el polisacárido se denomina homopolisacárido u homoglicano, pero cuando está presente más de un tipo de monosacárido, se denominan heteropolisacáridos o heteroglicanos.
Los sacáridos naturales se componen generalmente de hidratos de carbono simples llamados monosacáridos con fórmula general (CH2O)n donde n es tres o más. Ejemplos de monosacáridos son la glucosa, la fructosa y el gliceraldehído. Los polisacáridos, por su parte, tienen una fórmula general de Cx(H2O)y donde x suele ser un número grande entre 200 y 2500. Cuando las unidades que se repiten en la columna vertebral del polímero son monosacáridos de seis carbonos, como suele ser el caso, la fórmula general se simplifica a (C6H10O5)n, donde típicamente 40 ≤ n ≤ 3000.
Como regla general, los polisacáridos contienen más de diez unidades de monosacáridos, mientras que los oligosacáridoss contienen de tres a diez unidades de monosacáridos, pero el límite preciso varía un poco según la convención. Los polisacáridos son una clase importante de polímeros biológicos. Su función en los organismos vivos suele estar relacionada con la estructura o con el almacenamiento. El almidón (un polímero de glucosa) se utiliza como polisacárido de almacenamiento en las plantas, encontrándose tanto en forma de amilosa como de amilopectina ramificada. En los animales, el polímero de glucosa estructuralmente similar es el glucógeno más densamente ramificado, a veces llamado "almidón animal". Las propiedades del glucógeno permiten metabolizarlo más rápidamente, lo que se adapta a la vida activa de los animales en movimiento. En bacterias, desempeñan un papel importante en la multicelularidad bacteriana.
La celulosa y la quitina son ejemplos de polisacáridos estructurales. La celulosa se utiliza en las  paredes celulares de las plantas y otros organismos y se dice que es la molécula orgánica más abundante de la Tierra. Tiene muchos usos, como un papel importante en las industrias papelera y textil, y se utiliza como materia prima para la producción de rayón (mediante el proceso de viscosa), acetato de celulosa, celuloide y nitrocelulosa. La quitina tiene una estructura similar, pero posee ramas laterales que contienen nitrógeno, lo que aumenta su resistencia. Se encuentra en artrópodos [y en las paredes celulares de algunos hongos. También tiene múltiples usos, como hilo quirúrgicos. Entre los polisacáridos también se encuentran la calosa o laminarina, la crisolaminarina, el xilano, el arabinoxilano, el Manoproteína, el fucoidan y el galactomanano.

## Función

### Estructura
Los polisacáridos nutricionales son fuentes comunes de energía. Muchos organismos pueden descomponer fácilmente los almidones en glucosa; sin embargo, la mayoría de los organismos no pueden metabolizar la celulosa u otros polisacáridos como la celulosa, la quitina y los arabinoxilanos. Algunas bacterias y protistas pueden metabolizar estos tipos de hidratos de carbono. Los rumiantes y las termitas, por ejemplo, utilizan microorganismos para procesar la celulosa.
Aunque estos polisacáridos complejos no son muy digeribles, proporcionan elementos dietéticos importantes para los seres humanos. Denominados fibra dietética, estos hidratos de carbono mejoran la digestión. La principal acción de la fibra dietética es cambiar la naturaleza del contenido del tracto gastrointestinal y cómo se absorben otros nutrientes y sustancias químicas. La fibra soluble se une a los ácidos biliares en el intestino delgado, haciendo que sea menos probable que entren en el cuerpo; esto, a su vez, reduce los niveles de colesterol en la sangre. La fibra soluble también atenúa la absorción de azúcar, reduce la respuesta al azúcar después de comer, normaliza los niveles de lípidos en sangre y, una vez fermentada en el colon, produce Ácidos grasos de cadena corta como subproductos con una amplia gama de actividades fisiológicas (discusión más adelante). Aunque la fibra insoluble se asocia a un menor riesgo de diabetes, se desconoce el mecanismo por el que esto ocurre.
Aunque ya se ha propuesto formalmente como macronutriente esencial (a partir de 2005), la fibra dietética se considera importante para la dieta, y las autoridades reguladoras de muchos países desarrollados recomiendan aumentar la ingesta de fibra.

## Clasificación de los polisacáridos

### Polisacáridos de reserva

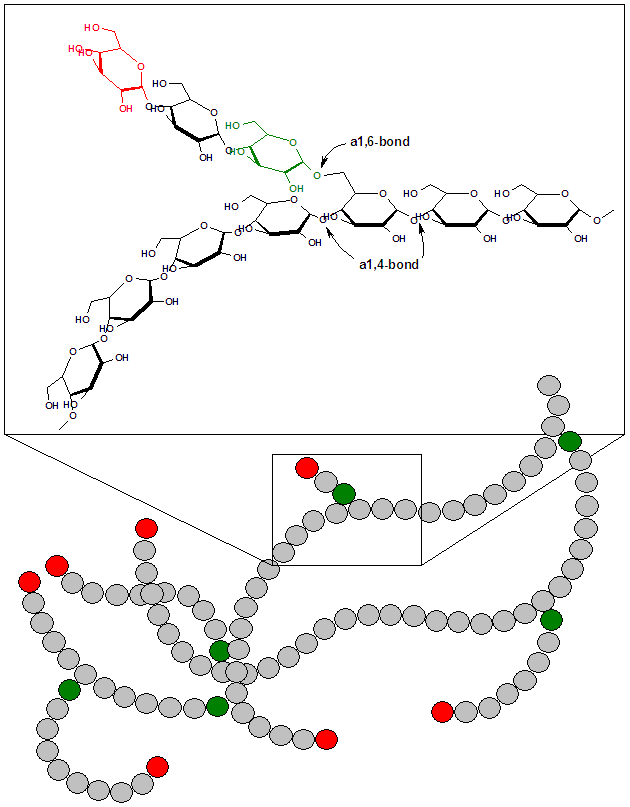
Estructura del glucógeno.

Los polisacáridos de reserva representan una forma de almacenar azúcares sin crear por ello un problema osmótico. La principal molécula proveedora de energía para las células de los seres vivos es la glucosa. Su almacenamiento como molécula libre, dado que es una molécula pequeña y muy soluble, daría lugar a severos problemas osmóticos y de viscosidad, incompatibles con la vida celular. Los organismos mantienen entonces solo mínimas cantidades, y muy controladas, de glucosa libre, prefiriendo almacenarla como polímero. La concentración osmótica depende del número de moléculas, y no de su masa, así que la célula puede, de esta forma, almacenar enormes cantidades sin problemas. Algunos ejemplos de polisacáridos de reserva pueden ser: el almidón y el glucógeno.
Es importante destacar que los polisacáridos de reserva no juegan el mismo papel en organismos inmóviles y pasivos, como plantas y hongos, que en los animales. Estos no almacenan más que una pequeña cantidad de glucógeno, que sirve para asegurar un suministro permanente de glucosa disuelta. Para el almacenamiento a mayor escala de reservas, los animales recurren a las grasas, que son lípidos, porque éstas almacenan más del doble de energía por unidad de masa; y además, son líquidas en las células, lo que las hace más compatibles con los movimientos del cuerpo. Un organismo humano almacena como glucógeno la energía necesaria para no más de seis horas, pero puede guardar como grasa la energía equivalente a las necesidades de varias semanas.
La mayoría de los polisacáridos de reserva son glucanos, es decir, polímeros de glucosa, más exactamente de su isómero de anillo hexagonal (glucopiranosa). Se trata sobre todo de glucanos α(1→4), representados en las plantas por el almidón y en los animales por el glucógeno, con cadenas que se ramifican gracias a enlaces de tipo α(1→6). En algunos caracoles, el polisacárido de reserva para la reproducción es el galactógeno, que difiere del glucógeno de otros animales en que consiste de un polímero de galactosa con enlaces tipo β. En numerosos grupos de protistas cumplen la misma función de reserva glucanos de tipo β(1→3).

### Polisacáridos estructurales

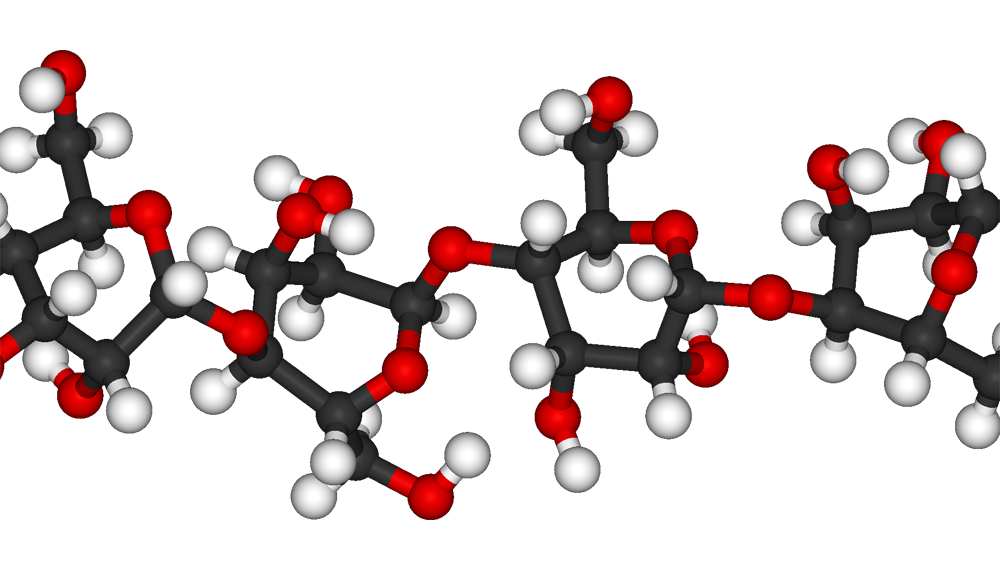
Estructura de la celulosa.

Moléculas de glucosa encadenadas para formar celulosa.

Se trata de glúcidos que participan en la construcción de estructuras orgánicas. Los más importantes son los que constituyen la parte principal de la pared celular de plantas, hongos y otros organismos eucarióticos osmótrofos, es decir, que se alimentan por absorción de sustancias disueltas. Estos no tienen otra manera más económica de sostener su cuerpo, que envolviendo a sus células con una pared flexible pero resistente, contra la que oponen la presión osmótica de la célula, logrando así una solución del tipo que en biología se llama esqueleto hidrostático. 
La celulosa es el más importante de los polisacáridos estructurales. Es el principal componente de la pared celular en las plantas, y la más abundante de las biomoléculas que existen en el planeta. Es un glucano, es decir, un polímero de glucosa, con enlaces glucosídicos entre sus residuos de tipo β(1→4). Por la configuración espacial de los enlaces implicados, los residuos de glucosa quedan alineados de forma recta, no en helicoide, que es el caso de los glucanos α(1→4), del tipo del almidón. Ésta es la regla en cuanto a la conformación de todos los polisacáridos estructurales de las paredes. Esas cadenas rectas se enlazan transversalmente, por enlaces de hidrógeno, en haces de cadenas paralelas.
La quitina cumple un papel equivalente al de la celulosa, pero en los hongos, y además es la base del exoesqueleto de los artrópodos y otros animales emparentados. La quitina es un polímero de la N-acetil-2, D-glucosamina, un monosacárido aminado, que contiene por lo tanto nitrógeno. Siendo este un elemento químico de difícil adquisición para los organismos autótrofos, que lo tienen que administrar con tacañería, la quitina queda reservada a heterótrofos como los hongos, que lo obtienen en abundancia.

### Otras funciones
La mayoría de las células de cualquier ser vivo suelen disponer este tipo de moléculas en su superficie celular. Por ello están involucrados en fenómenos de reconocimiento celular (ejemplo: Complejo Mayor de Histocompatibilidad), protección frente a extremas condiciones adversas (Ejemplo: Cápsulas polisacarídicas en microorganismos) o adhesión a superficies (ejemplo: la formación de biofilmes o biopelículas, al actuar como una especie de pegamento).

### Según la composición
Se distinguen dos tipos de polisacáridos según su composición:
- Homopolisacáridos: están formados por la repetición de un monosacárido.
- Heteropolisacáridos: están formados por la repetición ordenada de un disacárido formado por dos monosacáridos distintos (o, lo que es lo mismo, por la alternancia de dos monosacáridos). Algunos heteropolisacáridos participan junto a polipéptidos (cadenas de aminoácidos) de diversos polímeros mixtos llamados peptidoglucanos, mucopolisacáridos o proteoglucanos. Se trata esencialmente de componentes estructurales de los tejidos, relacionados con paredes celulares y matrices extracelulares.

Pruebas para detectar los carbohidratos
- Reacción de Benedict
- Prueba de Fehling
- Prueba de Iodo